# La Desodora
A La Desodora 1983-ban bemutatott magyar tárgyanimációs film, amelyet Foky Ottó rendezett. A forgatókönyvet Nepp József írta, a zenéjét Pethő Zsolt szerezte. A mozifilm a Pannónia Filmstúdió gyártásában készült. Műfaja zenés film.

## Ismertető
A fürdőszobában adnak elő egy operát tisztálkodási kellékek. A La Desodora egy romantikus tragédiát „lök” bele a fürdővízbe. A fürdőszobai holmik, a szappan és a parfüm, „tragikus” szerelmi történetet adnak elő.

## Alkotók
- Rendezte: Foky Ottó
- Írta: Nepp József
- Zenéjét szerezte: Pethő Zsolt
- Operatőr: Tóth János
- Hangmérnök: Peller Károly, Nyerges András Imre
- Vágó: Czipauer János
- Gyártásvezető: Dreilinger Zsuzsa

Készítette a Pannónia Filmstúdió.